# Relleu de Naqsh-e Rostam de la Victòria de Sapor I
El Relleu de Naqsh-e Rostam de la Victòria de Sapor I és a 3 quilòmetres al nord de Persèpolis. És la talla feta en la roca més impressionant d'un conjunt de vuit talles en roca sassànides, per sota de les tombes dels seus predecessors aquemènides.

## Descripció
Aquesta talla mostra una famosa escena en què l'emperador romà Valerià s'agenolla davant Sapor I i li demana pietat. Sapor havia vençut a Valerià en la batalla d'Edessa, en què tot l'exèrcit romà fou destruït i Valerià fou capturat per Sapor. Aquesta va ser la primera i única vegada en què un emperador romà fou presoner. Es mostra també l'emperador Filip l'Àrab parat i el cos de Gordià III jau enfront de les potes de la cavalcadura de Sapor.(1)
Hi ha una inscripció en grec de cinc línies dessota el cavall, però està danyada. Es creu que n'hi havia dues inscripcions més, ara destruïdes, en persa mitjà i part.